# Леб'яже (Чугуївський район)
Леб'я́же (з 1917 до 1921 — Червоножовтневе) — село в Україні, у Чкаловській селищній громаді Чугуївського району Харківської області. Населення становить 1534 осіб. До 2016 орган місцевого самоврядування — Леб'язька сільська рада.

## Географія
Село Леб'яже розташоване на лівому березі річки Сіверський Донець у місці впадання в неї річки Леб'яжа, вище за течією на відстані 6 км розташоване село Базаліївка, нижче за течією на відстані 1 км розташоване село Таганка. За 1,5 км лежить село Пушкарне. Русло річки звивисте, утворює стариці, лимани й озера, зокрема озеро Леб'яже.

## Історія
У 1707 році це село було засноване як двір біля млина, що належав поміщику Квітці.
За даними на 1864 рік у власницькому селі Коробчанської волості Зміївського повіту мешкало 1492 осіб (755 чоловічої статі та 737 — жіночої), налічувалось 183 дворових господарства, існувала православна церква та винокуренний завод.
Станом на 1914 рік кількість мешканців села зросла до 1 908 осіб.
У 1917 році перейменоване в село Червоножовтневе, а в 1921 році отримало назву Леб'яже.
Село постраждало внаслідок голодоморів 1921—1923 рр. і 1932–1933 рр.. Про ці події, а також інші події з історії села, описано в щоденнику колгоспного сторожа Нестора Білоуса, який знайдено в архіві СБУ.
12 червня 2020 року, відповідно до Розпорядження Кабінету Міністрів України № 725-р «Про визначення адміністративних центрів та затвердження територій територіальних громад Харківської області», увійшло до складу Чкаловської селищної громади.
19 липня 2020 року в результаті адміністративно-територіальної реформи та ліквідації Чугуївського району село увійшло до складу новоствореного Чугуївського району Харківської області.
2022 року село постраждало від російських обстрілів, що почалися невдовзі після початку вторгнення.

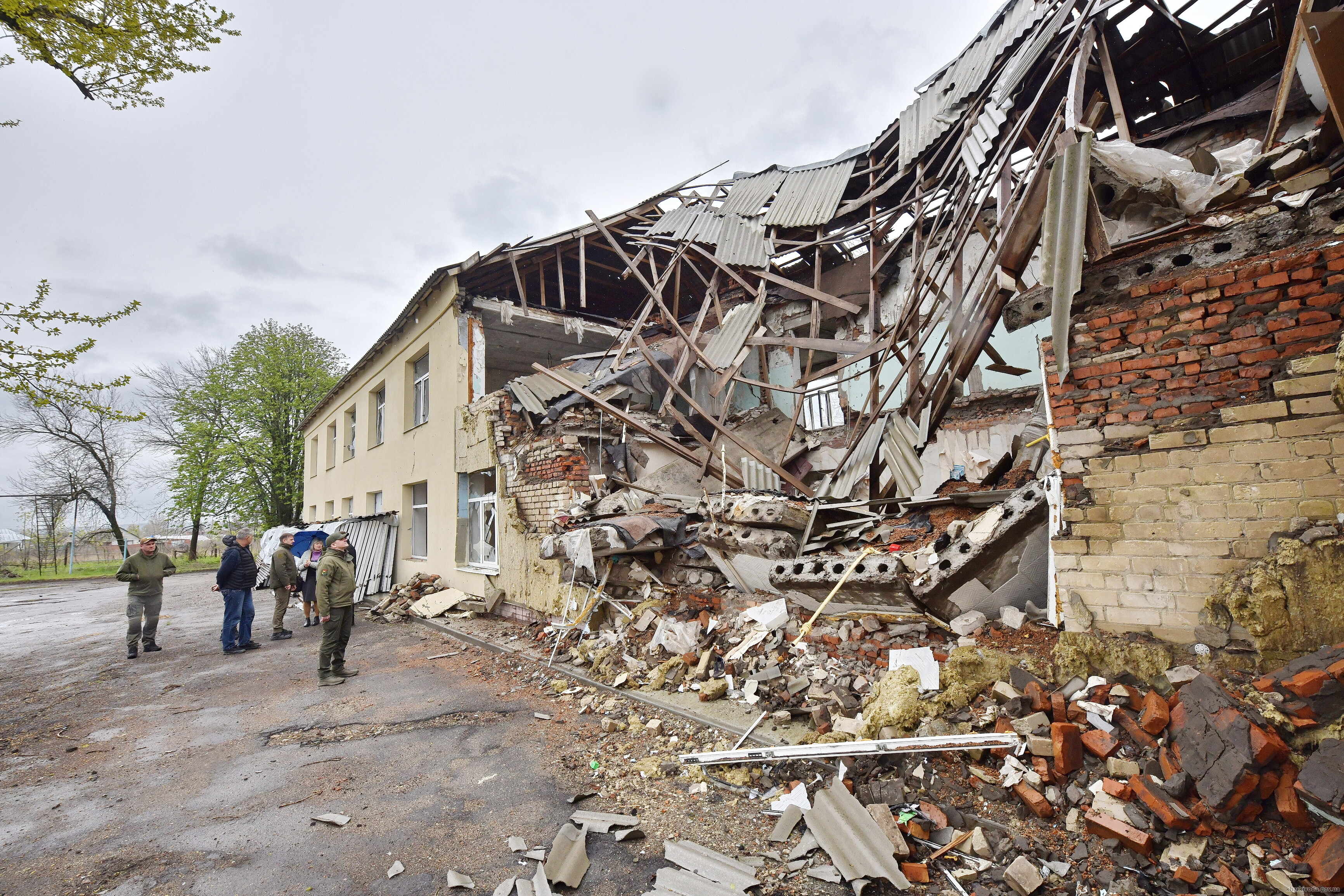
Ліцей у селі після російських обстрілів 2022 року

## Населення

### Мова
Розподіл населення за рідною мовою за даними перепису 2001 року:
| Мова            | Кількість | Відсоток |
| --------------- | --------- | -------- |
| українська      | 1542      | 87.12%   |
| російська       | 212       | 11.97%   |
| румунська       | 6         | 0.34%    |
| вірменська      | 4         | 0.23%    |
| польська        | 2         | 0.11%    |
| болгарська      | 1         | 0.06%    |
| інші/не вказали | 3         | 0.17%    |
| Усього          | 1770      | 100%     |

## Економіка
- Птахо-товарна ферма.

## Об'єкти соціальної сфери
- Дитячий садок.
- Школа (частково зруйнована російськими обстрілами 2022 року)[7].
- Клуб.
- Фельдшерсько-акушерський пункт.

## Пам'ятки
- Церква Архангела Михаїла.

## Відомі люди
- Дейнеховський Петро Іполитович (05.02.1907, с. Леб'яже Чугуївського району Харківської області — 2000, м. Москва) — український військовик. Учасник Другої світової війни. Генерал-майор артилерії.
- Гуренко Дмитро Григорович (21.10.1906 — 06.10.1969) — учасник Другої світової війни, за особисту мужність і відвагу на війні удостоєний звання Герой Радянського Союзу з врученням ордена Леніна та медалі Золота Зірка (27.02.1945), також нагороджений двома орденами Червоного Прапора та орденом Вітчизняної Війни І та ІІ ст., з 1946 — підполковник у відставці. Після війни жив у Києві.
- Нестор Білоус (1889—1972) — колгоспний сторож, завдяки якому дійшли відомості про події Голодомору в Україні.
- Межеріцький Іван Петрович (1926—1986) — український радянський діяч.
- Самофал Валерій Павлович (1969—2017) — старший солдат Збройних сил України, учасник російсько-української війни.
- Павленко Георгій Євстафійович (1898—1970) — український радянський вчений у галузі гідромеханіки і теорії корабля, академік АН УРСР.